# Bataille d'Ergeme
Guerres Teutoniques
Batailles
Guerres Teutoniques
La bataille d'Ergeme ou bataille d'Ermes (en letton : Ērģemes kauja ; en estonien : Härgmäe lahing ; en allemand : Schlacht bei Ermes ; en russe : сражение при Эрмесе) est le dernier épisode guerrier entre les Chevaliers teutoniques et la Russie qui écrasa les croisés teutoniques lors de cette bataille en 1560.

## Contexte
Après la défaite de l'Ordre de Livonie lors de la bataille de Pabaiskas, le 1er septembre 1435, qui coûta la vie du maître et de plusieurs chevaliers de haut rang, l'Ordre livonien a subi une autre défaite décisive par les troupes de la Grande-principauté de Moscou lors de la bataille d'Ergeme qui eut lieu le 2 août 1560. L'affrontement se déroula près de Valga à la limite de la frontière actuelle entre l'Estonie et la Lettonie. Les forces russes du tsar Ivan IV de Russie écrasèrent celles des Chevaliers teutoniques de l'Ordre livonien. Le grand maître des troupes livoniennes fut fait prisonnier et le tsar de Russie le fit exécuter. 
L'Ordre de Livonie demanda la protection de Sigismond II de Pologne, le roi de Pologne et du Grand-duché de Lituanie. Malgré cette demande, l'Ordre livonien fut finalement dissous.